# ساموئل دی. مک‌انری
ساموئل دی. مک‌انری (به انگلیسی: Samuel D. McEnery) سناتور سابق عضو حزب دموکرات ایالات متحده آمریکا بود. وی در سال ۱۸۹۷ تا ۱۹۱۰ میلادی سناتور ایالت لوئیزیانا در سنای ایالات متحده آمریکا بود.